# Posta Fibreno
Posta Fibreno är en ort och kommun i provinsen Frosinone i regionen Lazio i Italien. Kommunen hade 1 104 invånare (2018).